# 藤澤仁
藤澤 仁（ふじさわ じん、1970年12月 - ）は、日本のゲームクリエイター、小説家。株式会社MIXIにて、次世代エンターテインメント室室長を務めている。また一方で、物語づくりを専門とする株式会社ストーリーノートの代表やARGブランド「第四境界」の総監督も兼ねる。通称は総監督、フジゲル、ふじくす。

## 来歴
神奈川県出身。情報科学専門学校卒業。
システムエンジニアを経て、1998年より堀井雄二のアシスタントとして『ドラゴンクエストシリーズ』のシナリオ制作に参加。以降、『ドラゴンクエストVII エデンの戦士たち』、『ドラゴンクエストVIII 空と海と大地と呪われし姫君』等の作品にシナリオスタッフとして携わるが、『VIII』ではそれ以外にもバトルシステムをはじめ、ディレクターに近い役割を務めるようになる。
『ドラゴンクエストモンスターズ ジョーカー』ではバトルディレクターを担当。『ドラゴンクエストIX 星空の守り人』において、初のディレクターを務め、従来の転職システムと『VIII』のスキルシステムを組み合わせた成長システムを採用した。
『ドラゴンクエストX 目覚めし五つの種族 オンライン』ではVer.1のディレクターおよびシナリオライターを務めた（Ver.2はシナリオ原案のみ）。
2009年には、CEDECにて堀井雄二、市村龍太郎とともに「国民的ゲームとは何か？　〜ドラゴンクエストの場合〜」というタイトルで基調講演を行っている。
2013年には、CEDECにて「『日本人のためのMMORPGの開発』〜『ドラゴンクエストX 目覚めし五つの種族 オンライン』の挑戦〜」というタイトルで講演を行っている。
2016年に、初のオリジナル作品であるスマートフォン向けアプリ『予言者育成学園 Fortune Tellers Academy』の配信を開始した。ディレクター・シナリオライターに加え、プロデューサーを務めている。
また、2010年より「日本ゲーム大賞」に設立された、ゲームデザイナーがプロの視点でゲームの独創性や斬新性を審査する「ゲームデザイナーズ大賞」には、審査員のひとりとして参加している。
2018年4月、スクウェア・エニックスを退社していたことを自身のTwitterアカウント上で公表した。これに伴い『予言者育成学園』のサービスも2018年6月29日に終了予定が告知され、予定通りサービスは終了した。
フロム・ソフトウェアに所属し、短期間実験的なプロジェクトに取り組んでいた。
その後、株式会社ミクシィにて、スポーツ関連事業での新展開を担当する「次世代エンターテインメント室」の室長に就任した。
また、物語づくり専門の会社である株式会社ストーリーノートを立ち上げ、代表を務めている。
2019年6月には、初の著作となる小説『夏の呼吸』を刊行。ゲーム制作に携わるより前に執筆した文芸2作品を収録している。表題となっている『夏の呼吸』は、1992年の「中央公論新人賞」の最終候補に選ばれた作品。

## ニックネーム
『ドラゴンクエストX』では「ふじくす」というキャラクターネームを使用している。
また、『ドラゴンクエストX』のVer.1の最終ボスのネルゲルに似ていることからフジゲルとも呼ばれる。『アストルティア冒険記』（集英社、ISBN 978-4-08-779663-6）の小冊子「鳥山明 THE WORLD OF DRAGON QUEST X」のコメントによると、藤澤をモデルにネルゲルをデザインしたという噂については、鳥山には未確認だという。

## 人物
- ゲームクリエイターの遠藤雅伸は、インタビュー中で藤澤のことを「日本のゲームデザインが何たるかを理解している、あの年代ではトップではないか」と評している[11]。

## 作品

### ゲーム
- ドラゴンクエストVII エデンの戦士たち（PlayStation/2000年）：シナリオアシスタント
- ドラゴンクエストIV 導かれし者たち（PlayStation/2001年）：シナリオアシスタント
- ドラゴンクエストV 天空の花嫁（PlayStation 2/2004年）：シナリオアシスタント
- ドラゴンクエストVIII 空と海と大地と呪われし姫君（PlayStation 2/2004年）：シナリオスタッフ
- ドラゴンクエストモンスターズ ジョーカー （ニンテンドーDS/2006年）：バトルディレクター
- ドラゴンクエストIX 星空の守り人（ニンテンドーDS/2009年）：ディレクター
- エルアーク 追加シナリオ「時渡りの飛竜サルバ」（モバイルゲーム/2010年）：シナリオ原案、シナリオ
- ドラゴンクエストX 目覚めし五つの種族 オンライン（Wii/2012年）：ディレクター、シナリオ
  - ドラゴンクエストX 眠れる勇者と導きの盟友 オンライン（2014年）：シナリオ原案
- 無限∞ナイツ（モバイルゲーム/2015年）：シナリオ原案
- 予言者育成学園 Fortune Tellers Academy（スマートフォンアプリ/2016年）：プロデューサー兼ディレクター
- プロ野球が好きだ!2017（スマートフォンアプリ/2017年）：企画監修
- Gate of Nightmares（スマートフォンアプリ/2021年）：シナリオ[12]
- 東方ダンマクカグラ（スマートフォンアプリ/2021年）：シナリオ
- ドラゴンクエストモンスターズ3 魔族の王子とエルフの旅（Nintendo Switch/2023年）：シナリオ

### 代替現実ゲーム（ARG）
- Project:;COLD（2020年）：総監督、脚本、企画
  - Project:;COLD case.613
  - Project:;COLD 1.8 case.633
  - Project:;COLD 2.0 ALTÆR CARNIVAL

### 第四境界（ARGミステリーコンテンツ）
- 人の財布(2023年)
- 行き場のなくなったポケットティッシュ(2024年)
- かがみの特殊少年更生施設(2024年)
- 幽拐エレベータ(2024年)
- かがみの特殊少年更生施設令和6年度施設案内冊子(2024年)
- 人の給与明細(2024年)
- 『Project:;COLD 2.0 ALTÆR CARNIVAL』ココフォリア版
- サイレントヒルの世界が日常を浸食するWeb探索型謎解きADV『Red Reaper(2024)』
- Ds試験(2024年)
- 謎解きゲーム　変な絵(2024年)
- 人の交換日記(2024年)
- 幽拐食堂（2024年）
- 人のカレンダー（2025年）

### 小説
- 『夏の呼吸』（ambit、2019年6月20日、ISBN 978-4-19-864868-8）

### 体験型絵本
- まいごの女の子とトレンディ★ゴースト ～あるいて つくる えほん～

### その他
- 行商猫のクリストフ